# 바다 (2011년 영화)
"바다"는 2011년에 개봉한 대한민국의 영화이다.

## 캐스팅
- 고수희 : 수희 역
- 김진이 : 진이 역
- 전지환 : 태성 역
- 장찬희 : 주성 역
- 신무호 : 웨이터 역
- 정재은 : 한나 역
- 염순식 : 코치 역
- 장재현 : 제성 역
- 김의석 : 도망자 역
- 김종일 : 강도 1 역
- 허형규 : 강도 2 역
- 국요셉 : 카운터 역
- 정희중 : 덩치 1 역
- 윤경돈 : 덩치 2 역
- 김우석 : 행인 역
- 홍유정 : 모금함녀 역
- 정영호 : 운전자 역
- 이상근 : 약사 역
- 유순웅 : 열쇠가게 역 (특별출연)
- 한명환 : 공구가게 역 (특별출연)
- 박용제 : 마담 역 (특별출연)